# The Score (álbum)
The Score es el segundo y último álbum de estudio del trío estadounidense de hip hop The Fugees, publicado en todo el mundo el 13 de febrero de 1996 en Columbia Records. El álbum incluye una amplia gama de samples e instrumentaciones, con un número importante de elementos de rap alternativo que pasarían a ser dominantes en la escena hip hop desde mediados hasta finales de los años 1990. La producción de Score' fue llevada a cabo mayoritariamente por los propios Fugees junto a Jerry Duplessis, contando con producción adicional de Salaam Remi, John Forté, Shawn King y Diamond D. El álbum cuenta con apariciones invitadas de miembros de Outsidaz como Rah Digga, Young Zee y Pacewon, así como Omega, John Forté y Diamond D. La mayor parte de las versiones del álbum cuentan con bonus tracks, incluyendo remezclas de "Fu-Gee-La" y una pieza acústica corta de Wyclef Jean titulada "Mista Mista."
Cuando fue publicado, The Score fue un éxito comercial, alcanzando el número uno tanto de la lista Billboard 200 como de Top R&B/Hip Hop Albums. Los sencillos "Killing Me Softly", "Fu-Gee-La" y "Ready or Not" también lograron un notable éxito en las listas, lo que contribuyó a que el grupo obtuviera reconocimiento en todo el mundo. El 3 de octubre de 1997, The Score obtuvo la certificación de seis veces platino por la Recording Industry Association of America (RIAA). Además de recibir críticas mayoritariamente positivas cuando fue publicado, el álbum ha recibido desde entonces un considerable número de reseñas retrospectivas positivas, siendo catalogado por multitud de críticos como uno de los mejores álbumes de rap de la historia, así como uno de los mejores álbumes de todos los años 1990. En 1998, el álbum fue incluido entre los 100 mejores álbumes de rap de la historia por la revista The Source, y en 2003 fue situado en el puesto 477 de la lista de la revista Rolling Stone de los 500 mejores álbumes de todos los tiempos según Rolling Stone.

## Lista de canciones
| #  | Título                                | Intérprete(s) | Productor(es)                       | Sample(s) / interpolación(es) | Time |
| -- | ------------------------------------- | --- | ----------------------------------- | --- | ---- |
| 1  | "Red Intro"                           | - DJ Red Alert / Ras Baraka | ——                                  | —— | 1:52 |
| 2  | "How Many Mics"                       | - Intro: Wyclef Jean / Lauryn Hill - Estribillo: Wyclef Jean / Lauryn Hill - Primera estrofa: Lauryn Hill - Segunda estrofa: Wyclef Jean - Tercera estrofa: Pras                                                                               | Fugees, Shawn King, Jerry Duplessis | - "Twilight Time" interpretada por The Moody Blues | 4:29 |
| 3  | "Ready or Not"                        | - Estribillo: Lauryn Hill - Primera estrofa: Wyclef Jean - Segunda estrofa: Lauryn Hill - Tercera estrofa: Pras | Fugees, Jerry Duplessis             | - "Boadicea" interpretada por Enya - "Django" interpretada por Modern Jazz Quartet - "Ready or Not, Here I Come (Can't Hide from Love)" interpretada por The Delfonics - "God Made Me Funky" interpretada por The Headhunters | 3:47 |
| 4  | "Zealots"                             | - Estribillo: Wyclef Jean - Primera estrofa: Wyclef Jean - Segunda estrofa: Lauryn Hill - Tercera estrofa: Wyclef Jean - Cuarta estrofa: Pras                                                                                                  | Fugees, Jerry Duplessis             | - "I Only Have Eyes for You" interpretada por The Flamingos | 4:21 |
| 5  | "The Beast"                           | - Estribillo: Wyclef Jean - Primera estrofa: Lauryn Hill - Segunda estrofa: Wyclef Jean - Tercera estrofa: Wyclef Jean - Cuarta estrofa: Lauryn Hill - Quinta estrofa: Wyclef Jean - Sexta estrofa: Wyclef Jean - Séptima estrofa: Pras        | Fugees, Jerry Duplessis             | —— | 5:37 |
| 6  | "Fu-Gee-La"                           | - Primera estrofa: Wyclef Jean - Estribillo: Lauryn Hill - Segunda estrofa: Lauryn Hill - Tercera estrofa: Pras - Cuarta estrofa: Wyclef Jean                                                                                                  | Salaam Remi                         | - "Ooo La La La" interpretada por Teena Marie - "(If Loving You Is Wrong) I Don't Want to Be Right" interpretada por Ramsey Lewis                                                                                             | 4:20 |
| 7  | "Family Business"                     | - Voces de fondo: Lauryn Hill - Primera estrofa: Omega - Segundaestrofa: Wyclef Jean - Tercera estrofa: Wyclef Jean - Cuarta estrofa: Lauryn Hill - Quinta estrofa: Lauryn Hill - Sexta estrofa: John Forté - Outro: Wyclef Jean / Lauryn Hill | Fugees, John Forté, Jerry Duplessis | - "Je Vais T'Aimer" interpretada por Michel Sardou | 5:44 |
| 8  | "Killing Me Softly with His Song"     | - Intro: Wyclef Jean / Lauryn Hill - Estrofas, estribillo: Lauryn Hill | Fugees, Jerry Duplessis             | - "Killing Me Softly with His Song" interpretada por Roberta Flack - "Fool Yourself" interpretada por Little Feat - "Memory Band" interpretada por Rotary Connection - "The Day Begins" interpretada por The Moody Blues      | 4:59 |
| 9  | "The Score"                           | - Primera estrofa: Wyclef Jean - Segunda estrofa: Wyclef Jean - Tercera estrofa: Pras - Cuarta estrofa: Lauryn Hill - Quinta estrofa: Diamond D                                                                                                | Diamond D, Fugees, Jerry Duplessis  | - "Dove" interpretada por Cymande - "My Melody" interpretada por Eric B. & Rakim - "Planet Rock" interpretada por Afrika Bambaataa                                                                                            | 5:02 |
| 10 | "The Mask"                            | - Estribillo: Fugees - Primera estrofa: Wyclef Jean - Segunda estrofa: Lauryn Hill - Tercera estrofa: Pras | Fugees, Jerry Duplessis             | - "Nights in White Satin" interpretada por The Moody Blues | 4:51 |
| 11 | "Cowboys"                             | - Estribillo: Wyclef Jean - Primera estrofa: Pacewon / Wyclef Jean - Segunda estrofa: Lauryn Hill / Rah Digga - Tercera estrofa: Pras / Young Zee - Cuarta estrofa: John Forté                                                                 | Fugees, John Forté, Jerry Duplessis | - "Something 'Bout Love" interpretada por The Main Ingredient | 5:24 |
| 12 | "No Woman, No Cry"                    | - Wyclef Jean | Fugees, Jerry Duplessis             | - "No Woman, No Cry" interpretada por Bob Marley & The Wailers | 4:33 |
| 13 | "Manifest/Outro"                      | - Primera estrofa: Wyclef Jean - Segunda estrofa: Lauryn Hill - Tercera estrofa: Pras - Outro: DJ Red Alert | Fugees, Jerry Duplessis             | - "Rock Dis Funky Joint" interpretada por Poor Righteous Teachers | 6:00 |
| 14 | "Fu-Gee-La" (Refugee Camp Remix)      | - Primera estrofa: Wyclef Jean - Chorus: Wyclef Jean - Segunda estrofa: John Forté - Tercera estrofa: Lauryn Hill - Cuarta estrofa: Pras - Quinta estrofa: Wyclef - Outro: Wyclef Jean                                                         | Fugees, Jerry Duplessis             | —— | 4:24 |
| 15 | "Fu-Gee-La" (Sly & Robbie Remix)      | - Intro: Sly & Robbie - Primera estrofa: Wyclef Jean - Estribillo: Lauryn Hill - Segunda estrofa: John Forté - Tercera estrofa: Lauryn Hill - Cuarta estrofa: Pras - Quinta estrofa: Wyclef Jean - Outro: Akon                                 | Handel Tucker                       | —— | 5:28 |
| 16 | "Mista Mista"                         | - Wyclef Jean | Wyclef Jean                         | —— | 2:42 |
| 17 | "Fu-Gee-La" (Refugee Camp Global Mix) | - Primera estrofa: Wyclef Jean - Estribillo: Lauryn Hill - Segunda estrofa: Lauryn Hill/ Wyclef Jean - Tercera estrofa: Pras - Cuarta estrofa: Wyclef Jean                                                                                     | Fugees                              | —— | 4:20 |

## Personal
| - Wyclef Jean – voz, guitarra, productor, coros - Lauryn Hill – voz, productora, arreglos - Pras Michel – voz, productor - John Forté – voz, productor, programación de ritmos - Diamond D – voz, productor - DJ Red Alert – locutor - Omega – coros - Pacewon – coros - Rah Digga – coros - Young Zee – coros - Sly Dunbar - batería, programación de ritmos - Ras Baraka – coros - Akon – artista invitado | - Robbie Shaakespeare - bajo - Backspin – DJ scratches - DJ Scrible – DJ scratches - Jerry Duplessis – productor - Salaam Remi – productor - Shawn King – productor - Handel Tucker - productor, teclados - Warren Riker – grabación, ingeniero - Bob Brockman – ingeniero - Gary Noble – ingeniero - Eddie Hudson - ingeniero, mezcla - Delroy Pottinger - ingeniero - Courtney Small - ingeniero |